# 那特硁
那特硁（Karl Rathgen，卡尔·拉特根，1856年12月6日—1921年11月4日），德国经济学家、行政学家，汉堡大学首任校长。

## 生平
那特硁生于魏玛，死于汉堡。他在斯特拉斯堡大学、哈雷大学、莱比锡大学和柏林大学学习后，1880年在瑙姆堡通过了第一次国家考试，1882年以一篇有关德国市场形成的论文在斯特拉斯堡大学获得博士学位（Dr. rer. pol.）。
从1882年到1890年，他曾在东京帝国大学主讲公法、统计学和管理科学，他也是日本的农商省顾问。
1892年，他在柏林的腓特烈·威廉大学（Friedrich Wilhelms University）通过特许任教资格，其后他成为该校特任教授，1895年成为马尔堡大学正教授。从1900年到1903年，他暂时负责海德堡大学的马克斯·韦伯讲席。 1907年，他成为了在汉堡新成立的Kolonialinstitut（殖民地研究所）教授。该所1919年并入汉堡大学后，他获得经济学、殖民政策和公共财政教席，并同时成为该校首位校长。
从1913年到1914年，他在纽约哥伦比亚大学任交换教授。
他出版的大多著作均有关日本。他对德国深入认识日本经济发展有很大的影响。

## 著作
他出版的部分著作如下：
- Japans Volkswirtschaft und Staatshaushalt (Japan's Economy and state budget). Leipzig: Duncker & Humblot 1891
- Die Japaner und ihre wirtschaftliche Entwicklung (The Japanese and their economic development). Leipzig: Teubner 1905.
- Staat und Kultur der Japaner (State and Culture of the Japanese). Bielefeld, Leipzig: Velhagen & Klasing 1907.
- Die Japaner in der Weltwirtschaft (The Japanese in the World Economy). Leipzig: Teubner 1911.